# Lac Odessa
Pour les articles homonymes, voir Odessa (homonymie).
Le lac Odessa (en anglais : Odessa Lake) est un lac américain dans le comté de Larimer, dans le Colorado. Il est situé à 3 056 mètres d'altitude au sein du parc national de Rocky Mountain.